# Syndipnomyia auricincta
Syndipnomyia auricincta är en tvåvingeart som beskrevs av Kertesz 1921. Syndipnomyia auricincta ingår i släktet Syndipnomyia och familjen vapenflugor. Inga underarter finns listade i Catalogue of Life.